# Neola (Iowa)
Pour les articles homonymes, voir Neola.
Neola est une ville du comté de Pottawattamie, en Iowa, aux États-Unis. Elle est fondée en 1869 et incorporée le 7 mars 1882.

## Source de la traduction
- (en) Cet article est partiellement ou en totalité issu de l’article de Wikipédia en anglais intitulé « Neola, Iowa » (voir la liste des auteurs).